# 辻村猛
辻村 猛（つじむら たけし、1974年7月4日 - ）は、大阪府大阪市出身の元オートバイ・ロードレースライダー。2004年全日本ロードレース選手権ST600チャンピオン。

## 経歴
ロードレース世界選手権には1993年・1994年に125ccクラス、1995年以降は1998年まで250ccクラスに参戦。125cc時代には計5勝を挙げているが、特に1994年には4勝を記録、坂田和人、上田昇とともにチャンピオン争いを展開した。結果的には敗れランキング3位となったが、日本人のランキングトップ3独占の一角となり、当時の日本人ライダーの活躍を象徴する出来事となった。
2006年には伊藤真一と共に鈴鹿8時間耐久ロードレース優勝。
2009年1月、辻村は二輪レース界からの引退を発表した。今後は二児の父として一社会人となり、二輪業界からは一切身を引くとのことであったが、2012年、全日本ロードレースに復帰。
2014年からセブンイレブン三重県津市高茶屋小森町店のオーナー。

## 戦績
- 13歳:ミニバイクを始める
- 16歳:ロードレースデビュー
- 1991年 - 鈴鹿選手権NB125チャンピオン

英田選手権NB125チャンピオン
中山選手権NB125チャンピオン
鈴鹿4時間耐久ロードレース優勝（及川誠人）
- 1992年 - 国際A級特別昇格

全日本ロードレース選手権125ccランキング9位（F.C.C.テクニカルスポーツ）
鈴鹿8時間耐久ロードレース17位（山岸広幸）
- 1993年 - ロードレース世界選手権GP125ランキング3位（1勝／F.C.C. テクニカルスポーツ／RS125R）
- 1994年 - ロードレース世界選手権GP125ランキング3位（4勝／F.C.C.テクニカルスポーツ／RS125R）

鈴鹿8時間耐久ロードレース13位（眞子智実）
- 1995年 - ロードレース世界選手権GP250ランキング22位（F.C.C.テクニカルスポーツ／AC25M）

鈴鹿8時間耐久ロードレース15位（眞子智実）
- 1996年 - ロードレース世界選手権GP250ランキング12位（F.C.C.テクニカルスポーツ／RS250R）

鈴鹿8時間耐久ロードレース22位（小西良輝）
- 1997年 - ロードレース世界選手権GP250ランキング7位、IRTAカップ獲得（F.C.C.テクニカルスポーツ／AC26M）
- 1998年 - ロードレース世界選手権GP250ランキング8位、IRTAカップ獲得（チームセンプルッチ／TZ250）
- 1999年 - 全日本ロードレース選手権スーパーバイクランキング8位（ヤマハレーシング／YZF-R7）

鈴鹿8時間耐久ロードレース10位（吉川和多留／ヤマハレーシング／YZF-R7）
- 2000年 - 全日本ロードレース選手権スーパーバイクランキング10位（ヤマハレーシング／YZF-R7）

鈴鹿8時間耐久ロードレース16位（S.CRAFAR／ヤマハレーシング／YZF-R7）
- 2001年 - 全日本ロードレース選手権スーパーバイクランキング11位（ヤマハレーシング／YZF-R7）
- 2002年 - 全日本ロードレース選手権スーパーバイクランキング3位（YSP&プレスト／YZF-R7）

鈴鹿8時間耐久ロードレース4位（吉川和多留／YSP&プレスト／YZF-R7）
- 2003年 - 全日本ロードレース選手権JSB1000ランキング3位（1勝:AP／F.C.C.TSR／CBR954RR）

全日本ロードレース選手権ST600ランキング2位（F.C.C. TSR／CBR600RR）
鈴鹿8時間耐久ロードレース3位（伊藤真一／F.C.C. TSR ZIP-FM／CBR954RR）
- 2004年 - 全日本ロードレース選手権JSB1000ランキング10位（F.C.C. TSR／CBR1000RR）

全日本ロードレース選手権ST600チャンピオン（F.C.C. TSR／CBR600RR）
鈴鹿8時間耐久ロードレースリタイヤ（伊藤真一／F.C.C. TSR ZIP-FM／CBR1000RR）
- 2005年 - 全日本ロードレース選手権JSB1000ランキング5位（F.C.C. TSR／CBR1000RR）

全日本ロードレース選手権ST600ランキング2位（F.C.C. TSR／CBR600RR）
鈴鹿8時間耐久ロードレース14位（伊藤真一／F.C.C. TSR ZIP-FM／CBR1000RR）
- 2006年 - 全日本ロードレース選手権JSB1000ランキング7位（F.C.C. TSR／CBR1000RR）

全日本ロードレース選手権ST600ランキング7位（F.C.C. TSR／CBR600RR）
鈴鹿8時間耐久ロードレース優勝（伊藤真一／F.C.C. TSR ZIP-FM／CBR1000RR）
- 2007年 - 全日本ロードレース選手権JSB1000ランキング11位（F.C.C. TSR／CBR1000RR）

(鈴鹿8時間耐久ロードレースは負傷のため欠場)
- 2008年 - 全日本ロードレース選手権JSB1000ランキング15位（F.C.C. TSR／CBR1000RR）

鈴鹿8時間耐久ロードレースリタイヤ（伊藤真一／F.C.C. TSR HONDA／CBR1000RR）

### ロードレース世界選手権

#### シーズン別
（凡例）（太字はポールポジション、斜体はファステストラップ）
| 年     | クラス | 車両   | 1       | 2      | 3      | 4       | 5      | 6       | 7      | 8       | 9      | 10     | 11     | 12     | 13      | 14     | 15     | 順位 | ポイント |
| ------ | ------ | ------ | ------- | ------ | ------ | ------- | ------ | ------- | ------ | ------- | ------ | ------ | ------ | ------ | ------- | ------ | ------ | ---- | -------- |
| 1993年 | 125cc  | ホンダ | AUS 9   | MAL 3  | JPN 3  | ESP 3   | AUT 1  | GER 3   | HOL NC | EUR 9   | SMA 9  | GBR 8  | CZE 3  | ITA 4  | USA 6   | FIM 2  |        | 3    | 177      |
| 1994年 | 125cc  | ホンダ | AUS Ret | MAL 5  | JPN 1  | ESP 6   | AUT NC | GER Ret | NED 1  | ITA 3   | FRA 2  | GBR 1  | CZE 5  | USA 1  | ARG 7   | EUR 4  |        | 3    | 190      |
| 1995年 | 250cc  | ホンダ | AUS 9   | MAL 18 | JPN NC | ESP NC  | GER    | ITA     | NED NC | FRA NC  | GBR 13 | CZE    | RIO 17 | ARG 15 | EUR 15  |        |        | 22   | 12       |
| 1996年 | 250cc  | ホンダ | MAL 12  | INA NC | JPN 11 | ESP 14  | ITA NC | FRA 13  | NED NC | GER NC  | GBR 6  | AUT 10 | CZE NC | IMO 7  | CAT} 11 | RIO 10 | AUS 10 | 12   | 56       |
| 1997年 | 250cc  | TSR    | MAL Ret | JPN 4  | ESP 4  | ITA Ret | AUT 7  | FRA Ret | NED 6  | IMO Ret | GER 13 | RIO 8  | GBR 6  | CZE 6  | CAT 7   | INA 5  | AUS 15 | 7    | 109      |
| 1998年 | 250cc  | ヤマハ | JPN 15  | MAL 11 | SPA 8  | ITA 12  | FRA 9  | MAD 7   | NED 7  | GBR 8   | GER 6  | CZE 8  | IMO 9  | CAT 10 | AUS 12  | ARG 11 |        | 8    | 91       |

### スーパーバイク世界選手権

#### シーズン別
（凡例）（太字はポールポジション、斜体はファステストラップ）
| 年     | メーカー | 1   | 1   | 2   | 2   | 3   | 3   | 4      | 4      | 5   | 5   | 6   | 6   | 7   | 7   | 8   | 8   | 9   | 9   | 10  | 10  | 11  | 11  | 12  | 12  | 13     | 13     | 順位 | ポイント |
| 年     | メーカー | R1  | R2  | R1  | R2  | R1  | R2  | R1     | R2     | R1  | R2  | R1  | R2  | R1  | R2  | R1  | R2  | R1  | R2  | R1  | R2  | R1  | R2  | R1  | R2  | R1     | R2     | 順位 | ポイント |
| ------ | -------- | --- | --- | --- | --- | --- | --- | ------ | ------ | --- | --- | --- | --- | --- | --- | --- | --- | --- | --- | --- | --- | --- | --- | --- | --- | ------ | ------ | ---- | -------- |
| 1999年 | ヤマハ   | RSA | RSA | AUS | AUS | GBR | GBR | SPA    | SPA    | ITA | ITA | GER | GER | SMR | SMR | USA | USA | EUR | EUR | AUT | AUT | NED | NED | GER | GER | JPN 13 | JPN 12 | 45   | 7        |
| 2002年 | ヤマハ   | ESP | ESP | AUS | AUS | RSA | RSA | JPN 10 | JPN 10 | ITA | ITA | GBR | GBR | GER | GER | SMR | SMR | USA | USA | GBR | GBR | GER | GER | NED | NED | ITA    | ITA    | 29   | 12       |

### スーパースポーツ世界選手権

#### シーズン別
（凡例）（太字はポールポジション、斜体はファステストラップ）
| 年     | メーカー | 1   | 2   | 3   | 4   | 5   | 6      | 7   | 8   | 9   | 10  | 11  | 順位 | ポイント |
| ------ | -------- | --- | --- | --- | --- | --- | ------ | --- | --- | --- | --- | --- | ---- | -------- |
| 2003年 | ホンダ   | SPA | AUS | JPN | ITA | GER | GBR 12 | SMR | GBR | HOL | ITA | FRA | 32   | 4        |